# بخش بالویل (شهرستان ساندوسکی، اوهایو)
بخش بالویل (به انگلیسی: Ballville Township) یک منطقهٔ مسکونی در ایالات متحده آمریکا است که در شهرستان ساندوسکای، اوهایو واقع شده‌است.
 بخش بالویل ۸۸٫۸ کیلومتر مربع مساحت و ۶٬۳۹۵ نفر جمعیت دارد و ۱۹۷ متر بالاتر از سطح دریا واقع شده‌است.